# Homo sum, humani nihil a me alienum puto
Homo sum, humani ni(hi)l a me alienum puto (lat.: Ich bin ein Mensch, nichts Menschliches, denk ich,  ist mir fremd.) ist ein geflügeltes Wort aus der Komödie Heauton Timorumenos (dt. „Der Selbstquäler“) des Dichters Terenz (Vers 77).
Als die Titelfigur, Menedemus, seinem Nachbarn Chremes vorhält, er kümmere sich um Dinge, die ihn nichts angingen (die ihm fremd seien), gibt ihm Chremes diesen Satz als Antwort.
Die Stelle ist schon in der Antike rezipiert worden, Cicero spielt darauf an (Cic. de fin. 3,63), auch Seneca zitiert sie (Ep. 95,54), und nach Augustinus (Ep. 155,14) ist diese Stelle immer vom ganzen Publikum beklatscht worden.
Im Verlauf der Handlung stellt sich der „humane“ Chremes doch nur als ein Phrasendrescher heraus, dennoch wird der Vers meist absolut genommen und als Ausdruck gemeinmenschlichen Mitgefühls zitiert.
Georg Ebers stellte den Vers seinem Roman Homo sum als literarisches Motto voran. 

## Metrik
Der mutmaßliche Urtext dieses Verses lautet:
Hŏmō s(um, h)ūmānī nīl ā m(e) ălĭēnŭm pŭtō.
υ – | – – | – – | – υυ | – – | υ –
Zitiert wird dieser jambische Senar heute meist mit zweisilbig aufgelöstem nihil, erfüllt damit aber immer noch die Bedingungen derselben Versform:
Hŏmō s(um, h)ūmānī nĭhĭl ā m(e) ălĭēnŭm pŭtō.

υ – | – – | – υυ | – υυ | – – | υ –